# Jodeglienen (Pillkallen)
Jodeglienen, 1938 bis 1945: Moosheim (Ostpr.), litauisch Juodeglynai, ist ein verlassener Ort im Rajon Krasnosnamensk der russischen Oblast Kaliningrad.
Die Ortsstelle befindet sich zehn Kilometer östlich von Dobrowolsk (Pillkallen/Schloßberg) nahe einem Weg, der von der Regionalstraße 27A-012 (ex R 509) nach Süden abzweigt.

## Geschichte

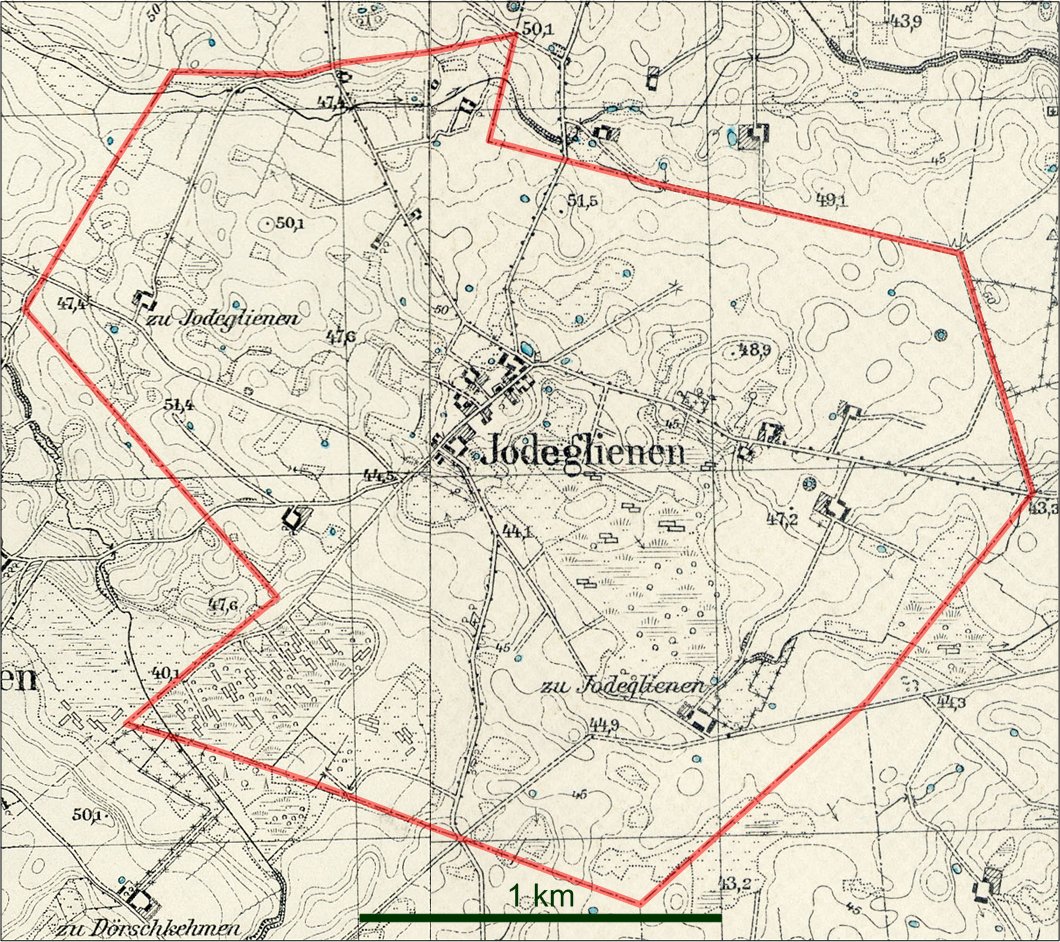
Die Gemeinde Jodeglienen auf zwei Messtischblättern von 1931 und 1937

Jodeglienen wurde 1625 zum ersten Mal urkundlich erwähnt.
Um 1780 war es ein königliches Bauerndorf. 1874 wurde die Landgemeinde Jodeglienen in den neu gebildeten Amtsbezirk Willuhnen im Kreis Pillkallen eingegliedert. 1938 wurde Jodeglienen in Moosheim (Ostpr.) umbenannt. 1945 kam der Ort in Folge des Zweiten Weltkrieges mit dem nördlichen Ostpreußen zur Sowjetunion. Einen russischen Namen erhielt er nicht mehr.

### Einwohnerentwicklung
| Jahr | Einwohner |
| ---- | --------- |
| 1867 | 175       |
| 1871 | 183       |
| 1885 | 183       |
| 1905 | 157       |
| 1910 | 142       |
| 1933 | 145       |
| 1939 | 138       |

## Kirche
Jodeglienen/Moosheim gehörte zum evangelischen Kirchspiel Willuhnen.